# 至聖三者

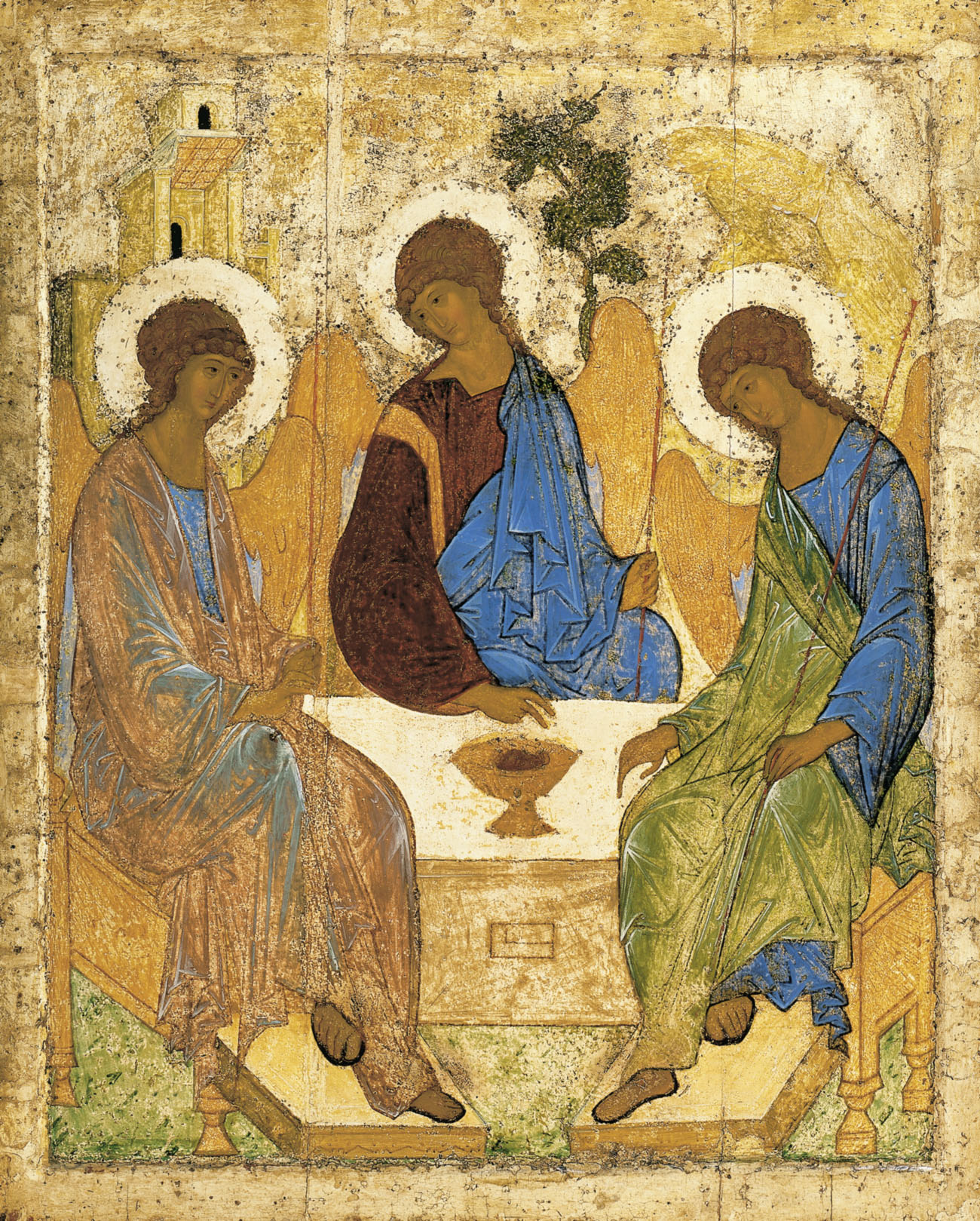
『至聖三者』（アンドレイ・ルブリョフによるイコン）。旧約におけるアブラハムを三天使が訪れた記述を至聖三者の啓示・象徴として捉える伝統が正教会にはあるが、そのもてなしの食卓の情景を描いたイコンを元に三天使のみが描かれたもの。至聖三者そのものは描けないのであり、あくまで象徴としてのイコンである。

至聖三者（しせいさんしゃ、ギリシア語: Αγία Τριάδα, ロシア語: Пресвятая Троица, 英語: Most Holy Trinity）は、キリスト教における三位一体の神を表す正教会用語であり、日本正教会で用いられる訳語。祈祷文においては単に「聖三者」「三者」と訳されるケースも少なくないが、説教・文章・日常生活においては「至聖三者」が用いられる事が殆どである。正教会においては、正教会における定義を元に作られた神学用語を「代用となる語」に置き換える事は望ましくないことであり、至聖三者を三位一体という語に限定するのは誤りであるとされる。
また、日本正教会では"the Father"・"the Son"・"the Holy Spirit"に、「父・子・聖霊」ではなく「父・子・聖神（せいしん）」の訳語を用いる。

## 用例
祈祷文では「三位にして分かれざる」「一体にして分かれざる聖三者」といった言葉は頻繁に現れ、日本ハリストス正教会も「三位」「一体」という言葉そのものの使用を忌避している訳ではない。ただし「三位一体」「三位一体の神」のようにセットで用いられることは、日本ハリストス正教会にあっては日常の文章ではほぼ皆無であり、祈祷文でも極めて稀である。「三位」「一体」は別々に修飾語として正教会祈祷文において用いられるものの、主語や呼びかけとしては用いられない。

### 祈祷文「至聖三者」
時課経などの祈祷書で「至聖三者」と略して記述されている箇所において、誦経者は以下の祈祷文を詠む。
この祈祷文は、各種奉神礼の冒頭に、「天の王」「聖三祝文」「至聖三者」「天主経」の組み合わせの一部として組み込まれている。